# Key West
Key West (“Cayo Hueso“ em espanhol) é uma cidade localizada no estado americano da Flórida, no condado de Monroe, do qual é sede. Foi incorporada em 1828.
Key West tem o título de cidade mais meridional da parte continental dos Estados Unidos, estando apenas a cerca de 140 quilômetros de Cuba. A principal fonte de renda da cidade é o turismo que atrai muitas pessoas durante o ano todo, devido ao seu clima agradável. A cidade é servida por um aeroporto internacional.
As atividades aquáticas são as principais opções de lazer da cidade: mergulho, scuba-diving, passeios de barco, jet ski, etc.
Outro atrativo é o Sunset Celebration, que acontece diariamente durante o ano todo. É um ritual para celebrar o pôr-do-sol na cidade em que várias pessoas se juntam na Mallory Square, praça com bares onde artistas apresentam diversas performances como números de circo e shows. O Sunset Celebration começa sempre 2 horas antes do pôr-do-sol e vai até 1 hora depois que o sol se põe.

## Geografia
De acordo com o United States Census Bureau, a cidade tem uma área de 18,7 km², onde 14,5 km² estão cobertos por terra e 4,2 km² por água. A cidade fica situada na ilha de mesmo nome (Key West, a última das Florida Keys (o conjunto de ilhas ao sul da Flórida) e em ilhas próximas.

### Localidades na vizinhança
O diagrama seguinte representa as localidades num raio de 72 km ao redor de Key West.

## Demografia
Segundo o censo nacional de 2010, a sua população é de 24 649 habitantes e sua densidade populacional é de 1 320,2 hab/km², o que a torna a localidade mais populosa e mais densamente povoada do condado de Monroe. Possui 14 107 residências, que resulta em uma densidade de 974,4 residências/km².

## Marcos históricos
A relação a seguir lista as 21 entradas do Registro Nacional de Lugares Históricos em Key West. O primeiro marco foi designado em 24 de novembro de 1968 e o mais recente em 26 de junho de 2012. Aquelas marcados com ‡ também são um Marco Histórico Nacional.
- African Cemetery at Higgs Beach
- Dr. Joseph Y. Porter House
- Eduardo H. Gato House
- Ernest Hemingway House‡
- Fort Zachary Taylor‡
- HA. 19 (Japanese Midget Submarine)‡
- INGHAM (USCGC)‡
- Key West Historic District
- Little White House
- Martello Gallery-Key West Art and Historical Museum
- Old Post Office and Customshouse
- Parque Nacional de Dry Tortugas
- Sand Key Lighthouse
- Sloppy Joe's Bar
- The Armory
- Thompson Fish House, Turtle Cannery and Kraals
- U.S. Coast Guard Headquarters, Key West Station
- US Naval Station
- Veterans of Foreign Wars Walter R. Mickens Post 6021 and William Weech American Legion Post 168
- West Martello Tower
- WESTERN UNION (schooner)

## Geminações
- Green Turtle Cay, Ilhas Ábaco, Bahamas [5]

## Galeria de imagens

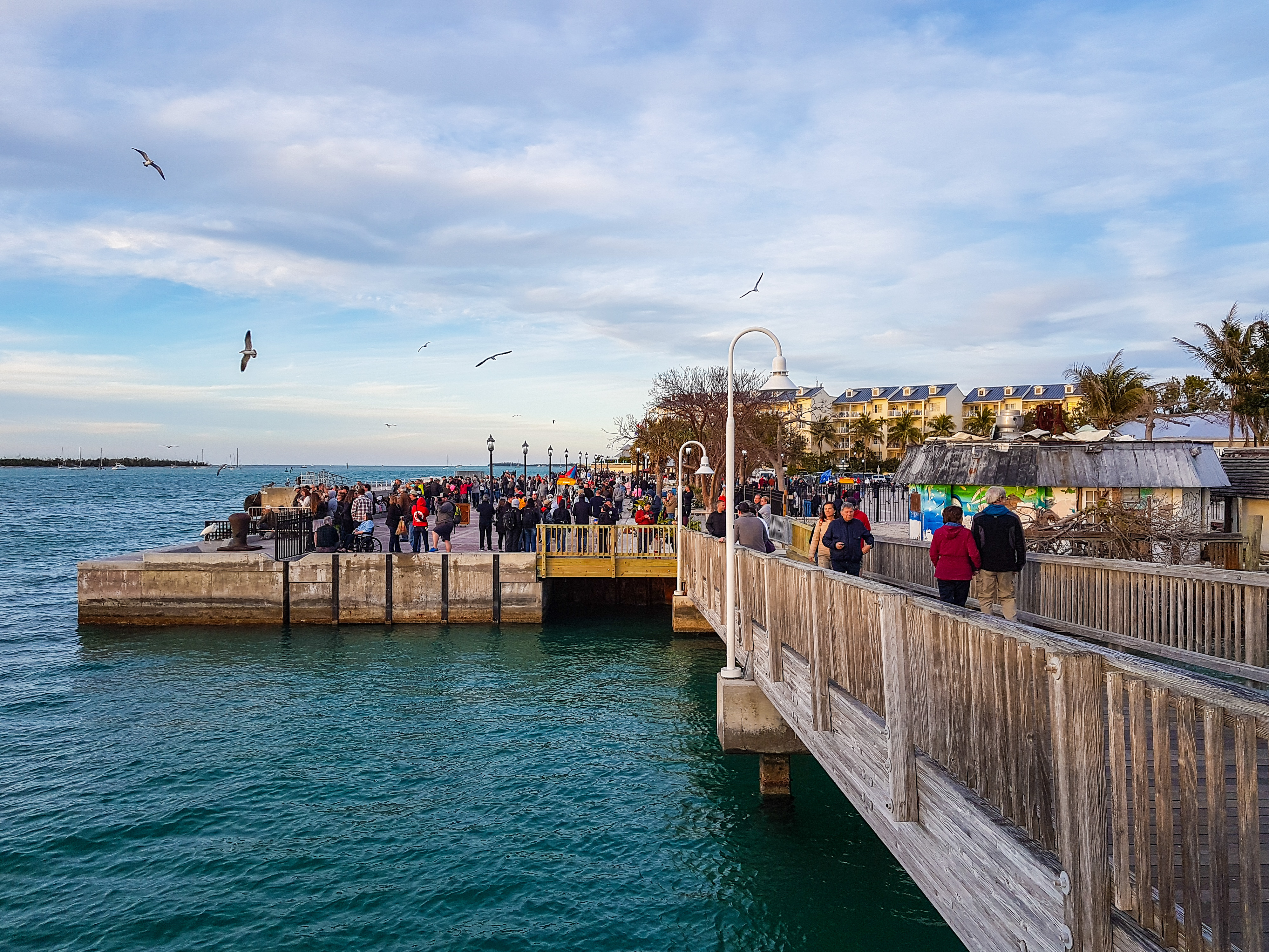
Praça à beira mar cheia de pessoas, com gaivotas voando ao fundo. Sunset Celebration na Mallory Square